# IV (The Mission)
IV è il quarto EP della band The Mission del 1987; fuori dall'Europa fu pubblicato con il titolo Wasteland, anche in edizione limitata e in versione singolo contenente solamente due tracce.

## Tracce

### Versione Standard
1. Wasteland (Extended) – 7:14
2. Shelter From The Storm (Edit) (Live) – 7:15
3. Dancing Barefoot (Live) – 2:02 – cover dei Patti Smith Group
4. 1969 (Live) – 2:40 – cover dei The Stooges

### Limited Edition
1. Wasteland – 3:50
2. Shelter From The Storm (Edit) (Live) – 3:15
3. Serpents Kiss (Live) – 4:10
4. 1969 (Live) – 2:40 – cover dei The Stooges

### Singolo
1. Wasteland – 3:50
2. Shelter From The Storm (Edit) (Live) – 3:15

### Anniversary Mix
1. Wasteland (Anniversary Mix) – 7:43
2. 1969 (Live) – 2:40 – cover dei The Stooges
3. Wake (Live) – 4:56
4. Shelter From The Storm (Edit) (Live) – 7:15

### CD VIDEO
1. And The Dance Goes On – 4:10
2. Garden Of Delight (Hereafter) – 3:47
3. Tomorrow Never Knows (Amphetamix) – 4:58 – cover dei The Beatles
4. Wasteland (Anniversary Mix) – 5:34
5. Love You To Death (Instrumental) – 1:27
6. Wasteland (VIDEO) – 3:57

## Formazione
- Wayne Hussey –  voce, chitarra
- Simon Hinkler – chitarra
- Craig Adams – basso
- Mick Brown – batteria